# Lamma-sziget
A Lamma-sziget (hagyományos kínai: 南丫島, Námátou (naam4 aa1 dou2)), vagy Pokliucau (Bok Liu Zau) (hagyományos kínai: 博寮洲) vagy Pok Liu (Bok liu) (hagyományos kínai: 博寮), Hongkong szigetei és félszigetei közül a harmadik legnagyobb. Hivatalosan a Léjtou (Leidou) (angolul: Islands District) kerület része.

## Fekvése
A Lamma-sziget Hongkong-sziget délnyugati részén terül el. Területe 13,55 km2

## Lakossága
A sziget becsült népessége 6000 vagy 8500 fő.
Chow Yun-fat a szigeten született, a 榕樹下 Jungszűhá (Jung Syu Haa) nevű falujuban nőtt föl. Családja jelenleg is Shau Kee nevű éttermét üzemelteti a szigeten.
A Lamma-szigeten jelentős a nyugati lakosok száma. A sziget alternatív életstílusú lakóriól, hippikről és nyugodt életéről híres.